# Land of the Free? (альбом)
Land of the Free? — шестой альбом Pennywise. Спродюсированный Джо Барреси, альбом был выпущен 19 июня 2001 года. После коммерческого успеха их предыдущего альбома, Straight Ahead, Pennywise вошли в студию в начале 2001 года для записи следующего. Land of the Free? получил положительные отзывы от критиков и хорошо продавался по всему миру, достигнув места 67 на Billboard 200, и 21 в ARIA Charts. «Fuck Authority» была выпущена в качестве сингла в поддержку альбома.

## Принятие альбома
Land of the Free? получил положительные отзывы. В своем обзоре на Allmusic Джо-Энн Грин дала альбому 4.5 звезд и добавила: «Pennywise сами называют Land of the Free? призывом подняться, альбом ориентирован на дремлющие массы Америки — это попытка встряхнуть людей из летаргического сна».

## Список композиций
| №                   | Название                                                      | Длительность |
| ------------------- | ------------------------------------------------------------- | ------------ |
| 1.                  | «Time Marches On»                                             | 2:57         |
| 2.                  | «Land of the Free?»                                           | 2:31         |
| 3.                  | «The World»                                                   | 2:27         |
| 4.                  | «Fuck Authority»                                              | 3:16         |
| 5.                  | «Something Wrong with Me»                                     | 2:39         |
| 6.                  | «Enemy»                                                       | 2:34         |
| 7.                  | «My God»                                                      | 2:48         |
| 8.                  | «Twist of Fate»                                               | 2:33         |
| 9.                  | «Who's on Your Side» (написана совместно с Бреттом Гуревичем) | 2:50         |
| 10.                 | «It's Up to You»                                              | 2:56         |
| 11.                 | «Set Me Free»                                                 | 2:31         |
| 12.                 | «Divine Intervention»                                         | 3:30         |
| 13.                 | «WTO»                                                         | 2:58         |
| 14.                 | «Anyone Listening»                                            | 3:00         |
| Общая длительность: | Общая длительность:                                           | 39:30        |